# SPA (informatyka)
SPA (Systems and Procedures Association) – Stowarzyszenie do spraw Systemów i Procedur, dawna nazwa: Association for Systems Management.